# ビック・ブラック
ビクター・ローレンス・ブラック（Victor Laurence Black , 1988年5月23日 - ）は、アメリカ合衆国・テキサス州アマリロ出身のプロ野球選手（投手）。右投右打。2019年現在は、独立リーグ・アトランティックリーグのハイポイント・ロッカーズ所属。

## 経歴

### プロ入りとパイレーツ時代
2006年のMLBドラフトでニューヨーク・メッツから41巡目（全体1234位）指名されたが拒否。
2009年のMLBドラフトでピッツバーグ・パイレーツから1巡目（全体49位）指名され、6月22日に契約。
2013年はAAA級インディアナポリス・インディアンスで開幕を迎え、38試合にリリーフとして登板。オールスター・フューチャーズゲームに選出された。7月24日にメジャー初昇格を果たした。7月25日のワシントン・ナショナルズ戦でメジャーデビュー。8回2死から登板し、0.1回を無失点1四球1三振で降板した。パイレーツでは3試合に登板し、防御率は4.50だった。

### メッツ時代
2013年8月29日、2日前に行われたトレードのPTBNLとしてメッツへ移籍。9月1日にメジャー昇格した。翌2日のアトランタ・ブレーブス戦で移籍後初登板を果たした。メッツではリリーフとして15試合に登板し、3勝0敗・防御率は3.46だった。
2014年は41試合に登板し、2勝3敗・防御率は2.60だった。
2015年は開幕からずっと傘下のAAA級ラスベガス・フィフティワンズでプレーし、9月1日に40人枠を外れた。

### メッツ退団後
2017年4月14日にカナディアン・アメリカン・リーグのサセックスカウンティー・マイナーズと契約するが、登板なく5月5日にマイナー契約でサンフランシスコ・ジャイアンツに移籍。オフに自由契約となる。
2018年3月6日にカナディアン・アメリカン・リーグのニュージャージー・ジャッカルズと契約。
2019年3月12日にアトランティックリーグのハイポイント・ロッカーズと契約。

## 詳細情報

### 年度別投手成績
| 年 度    | 球 団    | 登 板 | 先 発 | 完 投 | 完 封 | 無 四 球 | 勝 利 | 敗 戦 | セ 丨 ブ | ホ 丨 ル ド | 勝 率 | 打 者 | 投 球 回 | 被 安 打 | 被 本 塁 打 | 与 四 球 | 敬 遠 | 与 死 球 | 奪 三 振 | 暴 投 | ボ 丨 ク | 失 点 | 自 責 点 | 防 御 率 | W H I P |
| -------- | -------- | ----- | ----- | ----- | ----- | -------- | ----- | ----- | -------- | ----------- | ----- | ----- | -------- | -------- | ----------- | -------- | ----- | -------- | -------- | ----- | -------- | ----- | -------- | -------- | ------- |
| 2013     | PIT      | 3     | 0     | 0     | 0     | 0        | 0     | 0     | 0        | 0           | ----  | 21    | 4.0      | 6        | 0           | 2        | 0     | 1        | 3        | 1     | 0        | 2     | 2        | 4.50     | 2.00    |
| 2013     | NYM      | 15    | 0     | 0     | 0     | 0        | 3     | 0     | 1        | 4           | 1.000 | 55    | 13.0     | 11       | 1           | 4        | 0     | 1        | 12       | 3     | 0        | 5     | 5        | 3.46     | 1.12    |
| '13計    | NYM      | 18    | 0     | 0     | 0     | 0        | 3     | 0     | 1        | 4           | 1.000 | 76    | 17.0     | 17       | 1           | 6        | 0     | 2        | 15       | 4     | 0        | 7     | 7        | 3.71     | 1.35    |
| 2014     | NYM      | 41    | 0     | 0     | 0     | 0        | 2     | 3     | 0        | 12          | .400  | 148   | 34.2     | 26       | 2           | 19       | 0     | 1        | 32       | 1     | 0        | 12    | 10       | 2.60     | 1.30    |
| MLB：2年 | MLB：2年 | 59    | 0     | 0     | 0     | 0        | 5     | 3     | 1        | 16          | .625  | 224   | 51.2     | 43       | 3           | 25       | 0     | 3        | 47       | 5     | 0        | 19    | 17       | 2.96     | 1.32    |

- 2018年度シーズン終了時

### 背番号
- 68 (2013年 - 同年途中)
- 38 (2013年途中 - 2014年)